# District de Moatize
Le district de Moatize est une subdivision administrative de la province de Tete au nord du Mozambique. En 2007, sa population est de 217 609 habitants.

## Source de la traduction
- (en) Cet article est partiellement ou en totalité issu de l’article de Wikipédia en anglais intitulé « Moatize (distrito) » (voir la liste des auteurs).